# Aphelandra guayasii
Aphelandra guayasii là một loài thực vật]] thuộc họ Acanthaceae. Đây là loài đặc hữu của Ecuador. Môi trường sống tự nhiên của chúng là rừng khô nhiệt đới hoặc cận nhiệt đới. Chúng hiện đang bị đe dọa vì mất môi trường sống.